# 동일로
동일로(東一路, Dongil-ro)는 서울특별시 성동구 성수동2가 영동대교 남단과 경기도 양주시 마전동을 잇는 도로이다. 영동대교 남단에서 영동대로와 직결되며, 종점인 마전동에서는 부흥로와 직결된다.
강북구, 성동구, 동대문구, 광진구 등 서울 강북지역에서 강남구로 바로 직결되는 영동대교가 위치하고 있어 출퇴근 및 평상시 교통량도 서울시내 자동차 전용도로를 제외한 나머지 도로 중 손꼽힐 정도로 교통량이 많은 구간이다.

## 역사
- 2009년 7월 10일 : 2개 이상 시·도에 걸쳐 있는 도로로 동일로를 고시[1]

### 과거 명칭
도로명주소 시행 이전의 명칭은 다음과 같다.
- 동1로: 동1로지하차도 ~ 시경계. 1972년 11월 26일 당시 상봉동(한독약품) - 묵동 - 서울공대 - 도봉동 구간으로 제정되었다.[2]
- 동2로: 영동대교북단 ~ 동1로지하차도.  동1로와 같은 날 제정되었다. 당시 관보 상에 명시된 구간은 상봉동 - 동양정밀 - 화양동 - 영동교 구간이다.[2]
- 동부순환로: 의정부시 구간

## 주요 경유지
서울특별시
- 성동구 / 광진구 성수동2가/자양동 - 광진구 (화양동 · 중곡동) - 중랑구 (중곡동 · 면목동 · 상봉동 · 묵동) - 노원구 (공릉동 · 중계동 · 하계동 · 상계동)

경기도
- 의정부시 (장암동 · 신곡동 · 금오동) - 양주시 마전동

## 노선

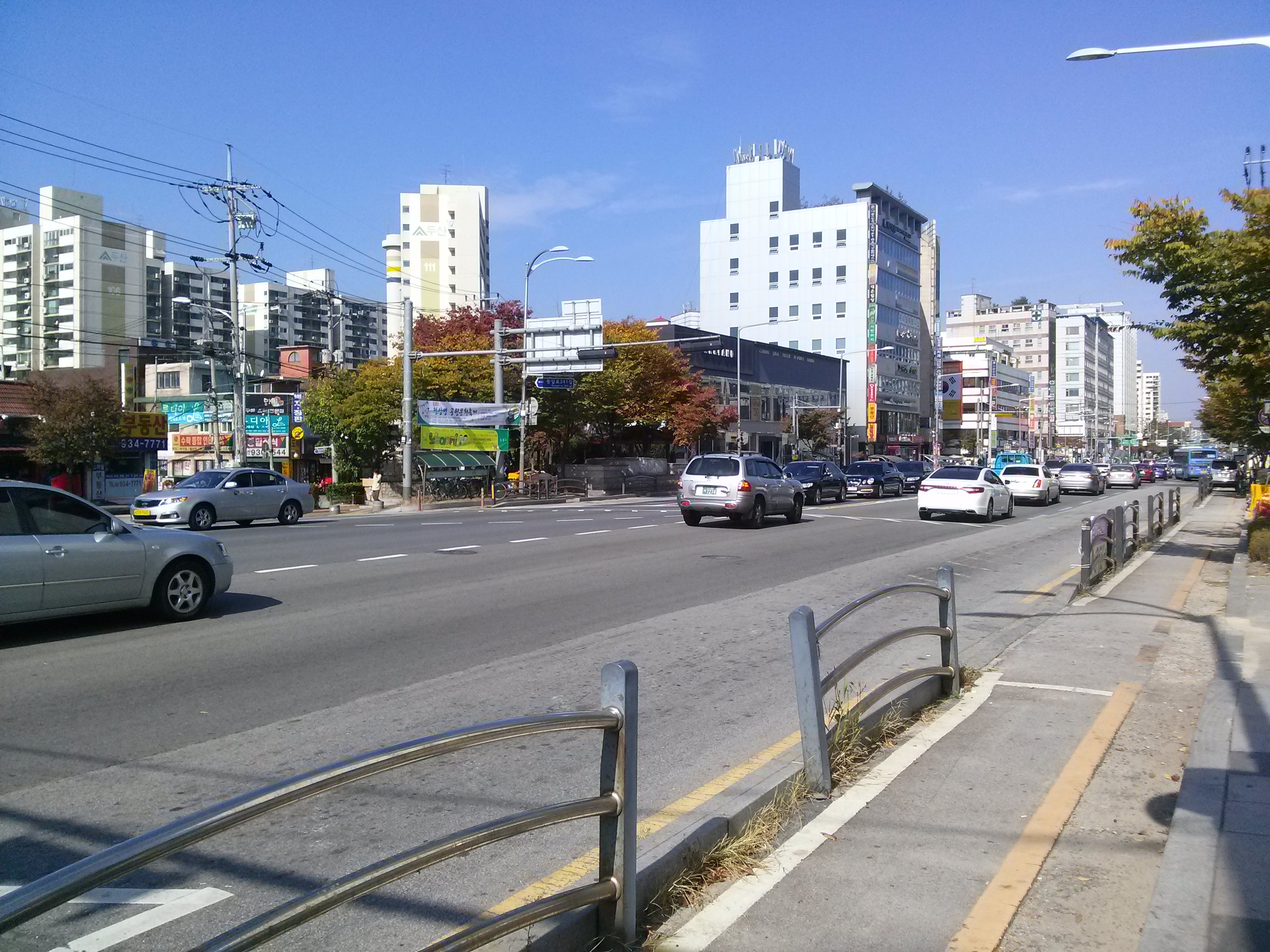
수락산역사거리 부근 동일로

- 표기한 서울특별시도는 안내용이다.

| 이름                                       | 접속 노선                                                              | 소재지          | 소재지                  | 비고                                          |
| 영동대로와 직결                            | 영동대로와 직결                                                        | 영동대로와 직결 | 영동대로와 직결         | 영동대로와 직결                               |
| ------------------------------------------ | ---------------------------------------------------------------------- | --------------- | ----------------------- | --------------------------------------------- |
| 영동대교북단 나들목                        | 국도 제46호선 국가지원지방도 제23호선 서울특별시도 제70호선 (강변북로) | 서울특별시      | 서 : 성동구 동 : 광진구 | 국도 제47호선 구간                            |
| 영동대교북단 교차로 (영동대교북단고가차도) | 뚝섬로                                                                 | 서울특별시      | 서 : 성동구 동 : 광진구 | 국도 제47호선 구간                            |
| 성수사거리                                 | 서울특별시도 제31호선 (아차산로)                                       | 서울특별시      | 서 : 성동구 동 : 광진구 | 국도 제47호선 구간                            |
| 화양사거리                                 | 광나루로                                                               | 서울특별시      | 서 : 성동구 동 : 광진구 | 국도 제47호선 구간                            |
| 군자교 교차로 (군자교동측지하차도)         | 국도 제3호선 (천호대로)                                                | 서울특별시      | 서 : 성동구 동 : 광진구 | 국도 제3, 47호선 구간                         |
| 군자교 교차로 (군자교동측지하차도)         | 국도 제3호선 (천호대로)                                                | 서울특별시      | 광진구                  | 국도 제3, 47호선 구간                         |
| 동곡삼거리                                 | 긴고랑로                                                               | 서울특별시      |                         | 국도 제3, 47호선 구간                         |
| 장평교 교차로                              | 답십리로                                                               | 서울특별시      |                         | 국도 제3, 47호선 구간                         |
| 장평교 교차로                              | 답십리로                                                               | 서울특별시      | 중랑구                  | 국도 제3, 47호선 구간                         |
| 면목교교차로 (면목교)                      | 면목천로                                                               | 서울특별시      |                         | 국도 제3, 47호선 구간                         |
| 장안교사거리                               | 사가정로                                                               | 서울특별시      |                         | 국도 제3, 47호선 구간                         |
| 면목2동사거리                              | 겸재로                                                                 | 서울특별시      |                         | 국도 제3, 47호선 구간                         |
| 중랑전화국 교차로                          | 봉우재로                                                               | 서울특별시      |                         | 국도 제3, 47호선 구간                         |
| 동1로지하차도 교차로                       | 국도 제6호선 국도 제47호선 (망우로)                                    | 서울특별시      |                         | 국도 제3, 47호선 구간                         |
| 중화역 교차로                              | 봉화산로                                                               | 서울특별시      | 국도 제3호선 구간       |                                               |
| 먹골역 교차로                              | 공릉로                                                                 | 서울특별시      | 국도 제3호선 구간       |                                               |
| 묵동교                                     |                                                                        | 서울특별시      | 국도 제3호선 구간       |                                               |
| 노원구                                     |                                                                        | 서울특별시      | 국도 제3호선 구간       |                                               |
| 태릉입구역사거리                           | 화랑로                                                                 | 서울특별시      | 국도 제3호선 구간       |                                               |
| 공릉역 교차로                              | 동일로191길 동일로192길                                                | 서울특별시      | 국도 제3호선 구간       |                                               |
| 서울과학기술대입구 교차로                  | 동일로197길 동일로198길                                                | 서울특별시      | 국도 제3호선 구간       |                                               |
| 하계지하차도                               |                                                                        | 서울특별시      | 국도 제3호선 구간       |                                               |
| 하계역 교차로                              | 한글비석로                                                             | 서울특별시      | 국도 제3호선 구간       |                                               |
| 노원구민회관 교차로                        | 동일로203길 동일로204길                                                | 서울특별시      | 국도 제3호선 구간       |                                               |
| 중계근린공원사거리                         | 동일로205길 동일로206길                                                | 서울특별시      | 국도 제3호선 구간       |                                               |
| 중계역 교차로                              | 덕릉로                                                                 | 서울특별시      | 국도 제3호선 구간       |                                               |
| 당현1교                                    | 동일로210길 동일로211길                                                | 서울특별시      | 국도 제3호선 구간       |                                               |
| 상계백병원 교차로                          | 동일로213길 동일로214길                                                | 서울특별시      | 국도 제3호선 구간       |                                               |
| 상계2, 6단지사거리                         | 동일로215길 동일로216길                                                | 서울특별시      | 국도 제3호선 구간       |                                               |
| 노원역 교차로                              | 노해로 상계로                                                          | 서울특별시      | 국도 제3호선 구간       |                                               |
| 온수골사거리                               | 노원로                                                                 | 서울특별시      | 국도 제3호선 구간       |                                               |
| 마들역 교차로                              | 한글비석로                                                             | 서울특별시      | 국도 제3호선 구간       |                                               |
| 상계11, 13단지 교차로                      | 동일로227길 동일로228길                                                | 서울특별시      | 국도 제3호선 구간       |                                               |
| 상계14, 16단지 교차로                      | 수락산로                                                               | 서울특별시      | 국도 제3호선 구간       |                                               |
| 수락산역 교차로                            | 동일로243길 동일로241길 동일로242길                                    | 서울특별시      | 국도 제3호선 구간       |                                               |
| 홍파복지원앞 교차로                        | 동일로245가길 동일로248길                                              | 서울특별시      | 국도 제3호선 구간       |                                               |
| 수락산입구 교차로                          | 동일로245길 동일로250길                                                | 서울특별시      | 국도 제3호선 구간       |                                               |
| 수락초등학교                               | 누원2길 동일로251길                                                    | 서울특별시      | 국도 제3호선 구간       |                                               |
| 수락지하차도                               | 서울특별시도 제61호선 (동부간선도로)                                   | 서울특별시      | 국도 제3호선 구간       |                                               |
| 의정부 나들목                              | 100호선 수도권제1순환고속도로                                          | 의정부시        | 국도 제3호선 구간       | 장암동                                        |
| 장암2교                                    |                                                                        | 의정부시        | 국도 제3호선 구간       | 장암동                                        |
| 장암역 교차로                              | 동일로122번길                                                          | 의정부시        | 국도 제3호선 구간       | 장암동                                        |
| 장암역삼거리                               | 서계로                                                                 | 의정부시        | 국도 제3호선 구간       | 장암동                                        |
| 상촌 교차로                                | 동부간선도로                                                           | 의정부시        | 국도 제3호선 구간       | 장암동                                        |
| 장암 나들목                                | 국도 제3호선 (신평화로)                                                | 의정부시        | 국도 제3호선 구간       | 장암동                                        |
| 장암주공삼거리                             | 금신로                                                                 | 의정부시        |                         | 장암동                                        |
| (의정부장암초등학교)                       | 회룡로                                                                 | 의정부시        | 신곡동                  |                                               |
| (의암교회)                                 | 경의로                                                                 | 의정부시        | 신곡동                  |                                               |
| 신곡지하차도                               | 시민로                                                                 | 의정부시        | 신곡동                  |                                               |
| 신동초등학교앞 교차로                      | 장금로                                                                 | 의정부시        | 신곡동                  |                                               |
| 신곡2동주민센터 교차로                     | 추동로                                                                 | 의정부시        | 신곡동                  |                                               |
| (이름 없음)                                | 장곡로                                                                 | 의정부시        | 신곡동                  |                                               |
| 부용교                                     |                                                                        | 의정부시        | 신곡동                  |                                               |
| 금오동                                     |                                                                        | 의정부시        |                         |                                               |
| 버스터미널 교차로                          | 호국로                                                                 | 의정부시        |                         |                                               |
| 금오사거리                                 | 금신로 천보로                                                          | 의정부시        |                         |                                               |
| 가금교앞 교차로                            | 가금로                                                                 | 의정부시        | 녹양동                  |                                               |
| (하동교 동단)                              | 서부로                                                                 | 의정부시        | 녹양동                  |                                               |
| 암매 교차로                                | 마전로                                                                 | 양주시          | 양주동                  | 양주시도 제9호선 구간                         |
| 내촌2교 왯둔지교                           |                                                                        | 양주시          | 양주동                  | 양주시도 제9호선 구간                         |
| 장춘 교차로                                | 국가지원지방도 제98호선 지방도 제360호선                               | 양주시          | 양주동                  | 국가지원지방도 제98호선 지방도 제360호선 구간 |
| (마전2교)                                  | 부흥로                                                                 | 양주시          | 양주동                  | 국가지원지방도 제98호선 지방도 제360호선 구간 |
| 부흥로와 직결                              |                                                                        |                 |                         |                                               |

## 주요 건물 및 시설
- 중곡빗물펌프장 (서울특별시 광진구 동일로 373)
- 카페베네 (서울특별시 광진구 동일로 427)
- 월성운수 (서울특별시 광진구 동일로 436)
- KT&G 동대문지점 (서울특별시 광진구 동일로 462)
- 면목119안전센터 (서울특별시 중랑구 동일로 475)
- 용마지구대 (서울특별시 중랑구 동일로 566)
- 면목5동주민센터 (서울특별시 중랑구 동일로 619)
- 서울중목초등학교 (서울특별시 중랑구 동일로 665)
- 장안중학교 (서울특별시 중랑구 동일로 780)
- 중화119안전센터 (서울특별시 중랑구 동일로 783)
- 서울중화동우체국 (서울특별시 중랑구 동일로 784)
- 중화1치안센터 (서울특별시 중랑구 동일로 792)
- 중화역 (서울특별시 중랑구 동일로 797)
- 서울원예농협 (서울특별시 중랑구 동일로 842)
- 서울중랑경찰서 교통정보센터 (서울특별시 중랑구 동일로 849)
- 한국전력공사 동대문중랑지사 (서울특별시 중랑구 동일로 862)
- 서울묵동우체국 (서울특별시 중랑구 동일로 895)
- 먹골역 (서울특별시 중랑구 동일로 901)
- 이마트 묵동점 (서울특별시 중랑구 동일로 932)
- 서울공릉동우체국 (서울특별시 노원구 동일로 988)
- 방병원 (서울특별시 노원구 동일로 989)
- 태릉입구역 (서울특별시 노원구 동일로 992-1)
- 강북연세병원 (서울특별시 노원구 동일로 996)
- 공릉역 (서울특별시 노원구 동일로 1074)
- KT공릉빌딩 (서울특별시 노원구 동일로 1082)
- 하계역 (서울특별시 노원구 동일로 1196)
- 중계근린공원, 노원구민회관 (서울특별시 노원구 동일로 1229)
- 등나무근린공원, 서울시립북서울미술관 (서울특별시 노원구 동일로 1238)
- 중계역 (서울특별시 노원구 동일로 1308-1)
- 대한적십자사 서울동부혈액원 (서울특별시 노원구 동일로 1329)
- 인제대학교 상계백병원 (서울특별시 노원구 동일로 1342)
- 서울지하철 7호선 노원역 (서울특별시 노원구 동일로 1409)
- 롯데백화점 노원점 (서울특별시 노원구 동일로 1414)
- 도봉운전면허시험장 (서울특별시 노원구 동일로 1449)
- 용화여자고등학교 (서울특별시 노원구 동일로 1461)
- 마들역 (서울특별시 노원구 동일로 1530-1)
- 서울노일초등학교 (서울특별시 노원구 동일로 1625)
- 상계1동우체국 (서울특별시 노원구 동일로 1632)
- 롯데슈퍼 수락점 (서울특별시 노원구 동일로 1633)
- 수락산역 (서울특별시 노원구 동일로 1662)
- 수락119안전센터 (서울특별시 노원구 동일로 1694)
- 상계1동주민센터 (서울특별시 노원구 동일로 1697)
- 수락중학교 (서울특별시 노원구 동일로 1729)
- 서울수락초등학교 (서울특별시 노원구 동일로 1745)
- 장암역 (경기도 의정부시 동일로 121)
- 의정부장암초등학교 (경기도 의정부시 동일로 417)
- 롯데슈퍼 신곡점 (경기도 의정부시 동일로 583)
- 의정부시외버스터미널 (경기도 의정부시 동일로 640)
- 경기도교육청 북부청사 (경기도 의정부시 동일로 700)

## 같이 보기
- 통일로